# Jamolice
Jamolice (en allemand : Jamolitz) est une commune du district de Znojmo, dans la région de Moravie-du-Sud, en République tchèque. Sa population s'élevait à 434 habitants en 2020.

## Géographie
Jamolice se trouve à 5 km au nord-ouest de Moravský Krumlov, à 29 km au nord-est de Znojmo, à 30 km au sud-ouest de Brno et à 173 km à l'est-sud-est de Prague.
La commune est limitée par Lhánice et Biskoupky au nord, par Ivančice et Moravský Krumlov à l'est, par Dobřínsko et Dolní Dubňany au sud, par Horní Dubňany au sud-ouest et par Dukovany à l'ouest.

## Histoire
La première mention écrite de la localité date de 1281.